# Lebanon Hanover
Lebanon Hanover es un dúo post-punk británico-alemán formado en 2010 en Sunderland, Inglaterra. La banda está formada por la vocalista y guitarrista suiza Larissa Iceglass y el vocalista, bajista y sintetizador británico William Maybelline.
El grupo tiene contrato con Fabrika Records de Grecia y ha lanzado seis álbumes de estudio hasta la fecha. Su nombre proviene de dos pueblos vecinos ( Lebanon y Hanover ) en New Hampshire, Estados Unidos.
Los miembros de la banda, Larissa Iceglass (nacida Larissa Georgiou) y William Maybelline (nacido William Morris), que vivían en Berlín, Alemania y Newcastle, Inglaterra, respectivamente en ese momento, se conocieron a través del sitio web de música social Last.fm, donde intercambiaron Recomendaciones de música de los 80 entre sí. En 2010, Iceglass viajó a Sunderland para conocer a Maybelline en persona por primera vez, y los dos formaron Lebanon Hanover poco después, nombrando a la banda en honor a dos ciudades de New Hampshire.
Lebanon Hanover realizó su primer espectáculo en octubre de 2010 en el King Kong Club de Berlín. En 2011, lanzaron un EP junto con La Fete Triste, que llamó la atención de Fabrika Records, y la banda firmó con el sello poco después. La banda lanzó su álbum debut The World is Getting Colder en 2012. Lanzaron su segundo álbum, Why Not Just Be Solo, en Halloween ese mismo año. El dúo regresó a la casa de los padres de Maybelline para comenzar a trabajar en su tercer álbum, Tomb for Two, que se describió como el final de una trilogía. El sencillo "Gallowdance" del álbum  fue reproducido masivamente en los clubes de la época y el álbum se lanzó en 2013. Sin embargo, al realizar una gira por América del Norte, a la banda se le prohibió ingresar a los Estados Unidos luego de dos fechas canadienses, lo que obligó a cancelar el resto de sus fechas estadounidenses. Iceglass y Maybelline se separaron románticamente en 2013, Iceglass permaneció en Berlín ya que Maybelline residía en Grecia.
El cuarto álbum de la banda, además del abismo, fue lanzado en 2015, seguido de su quinto álbum , Let Them Be Alien, en 2018. Iceglass se mudó a Grecia durante la realización de ese disco, habiéndose aburrido de Berlín. También presentó un cambio estilístico, incorporando elementos de black metal, shoegaze y neofolk. En 2019, la banda anunció otra gira por Estados Unidos, que fue cancelada un mes antes porque el gobierno de Estados Unidos negó su solicitud de visa. El sexto álbum de la banda, Sci-Fi Sky, fue lanzado en 2020 y apoyado por los sencillos "The Last Thing" y "Digital Ocean".
La música de Lebanon Hanover ha sido comparada con el rock gótico y el post-punk de la década de 1980 como Siouxsie and the Banshees, The Cure y Bauhaus. La banda tiene un sonido minimalista y oscuro. Sus canciones tienen un sonido característico de sintetizador ligero, bajos profundos y letras melancólicas.
William Maybelline está a cargo de cajas de ritmos, el sintetizador y el bajo, que se suman a la música como un marco ordenado, al tiempo que aportan fragmentos más caóticos. Como idea conceptual común, simplemente describe una producción simple, que se basa en el deseo de generar un sonido lo más orgánico posible.

## Discografía
- 2011: Lebanon Hanover / La Fete Triste (EP dividido con La Fete Triste )
- 2012: The World Is Getting Colder (álbum, Fabrika Records)
- 2012: Why Not Just Be Solo (Álbum, Fabrika Records)
- 2013: Tomb for Two (Álbum, Fabrika Records / Dead Scarlet Records / Mecanica Records)
- 2013: Gallowdance (sencillo)
- 2015: Besides the Abyss (Álbum, Fabrika Records)
- 2016: Babes of the 80s (Sencillo, Fabrika Records)
- 2017: Lebanon Hanover Anthology (Compilación-EP, GAG TAPE)
- 2018: Let Them Be Alien (Álbum, Fabrika Records)
- 2020: Sci-Fi Sky (Álbum, Fabrika Records)